# Walter Stickan
Walter Stickan (* 1924) ist ein deutscher Schauspieler.

## Leben
Stickan arbeitete ab 1949 als Theaterschauspieler am Städtischen Theater Leipzig. Hier verkörperte er im Jahr 1955 u. a. den „Moabiterhauptmann Achior“ in Friedrich Hebbels Judith, den „Grafen Dunois“ in Friedrich Schillers Jungfrau von Orléans und den „Stauffacher“ in Schillers „Wilhelm Tell“. Weitere Bühnenengagements waren von 1959 bis 1967 im Grillo-Theater Essen, von 1967 bis 1969 im Hessischen Staatstheater Wiesbaden und es folgte ab 1970 Köln sowie später Berlin und die Ruhrfestspiele Recklinghausen.
Seit Mitte der 1950er Jahre nahm Stickan auch Rollen in Film- und Fernsehproduktionen an. Zunächst spielte er für DEFA-Produktionen wie Schlösser und Katen. Ab Mitte der 1960er Jahre trat Stickan in west-deutschen Produktionen wie im Drama Die bösen Köche nach Günter Grass, dem Straßenfeger Melissa, Jürgen Flimms Drama Zwischen Rosen und Adolf Winkelmanns Tragikomödie Nordkurve. In Jürgen Flimms Fernsehspiel Wer zu spät kommt… über den Zusammenbruch der DDR verkörperte er Heinz Keßler. Daneben übernahm er Gastauftritte in Fernsehserien wie Das Kriminalmuseum und Die fünfte Kolonne.
Außerdem arbeitete Stickan als Synchronsprecher und lieh seine Stimme beispielsweise Karel Höger in Café an der Hauptstraße.

## Filmografie (Auswahl)
- 1957: Schlösser und Katen
- 1966: Melissa
- 1966: Lautlose Jagd
- 1969: Die bösen Köche
- 1990: Wer zu spät kommt – Das Politbüro erlebt die deutsche Revolution
- 1993: Nordkurve
- 1997: Zwischen Rosen
- 1997: Dumm gelaufen